# Leucauge mendanai
Leucauge mendanai är en spindelart som beskrevs av Lucien Berland 1933. Leucauge mendanai ingår i släktet Leucauge och familjen käkspindlar. Inga underarter finns listade i Catalogue of Life.